# Olimpiadi internazionali della biologia
Le Olimpiadi internazionali di biologia (IBO) sono olimpiadi scientifiche per studenti della scuola secondaria di secondo grado. Le prime olimpiadi internazionali dopo le Olimpiadi internazionali di matematica (originariamente solo per l'est Europa) sono state organizzate con il benestare delle Nazioni Unite negli anni '60. I programmi si sono gradualmente espansi fino ad includere 70 nazioni partecipanti attraverso i cinque continenti. Le IBO sono una di quelle olimpiadi. Tutte le nazioni partecipanti mandano i quattro vincitori delle Olimpiadi nazionali alle IBO accompagnati, in genere, da professori: un capo gruppo e due osservatori/giurati.
Per la prima volta nel 2008 l'Italia partecipa a questa manifestazione.

## Obiettivi
Gli obiettivi delle IBO sono di promuovere una carriera nel settore scientifico per gli studenti dotati di talento e di far comprendere l'importanza della biologia nella nostra società. Inoltre esse forniscono la grande opportunità di comparare metodi di studio e scambiare esperienze, tutte informazioni utili per migliorare lo studio della biologia nel proprio paese. Poiché l'organizzazione di ogni olimpiade nazionale richiede la cooperazione di molte istituzioni, come il ministero dell'educazione, l'industria, associazioni di insegnanti, università e scuole, la comunicazione e la cooperazione fra queste istituzioni è promossa ed intensificata. Infine le IBO stimolano i contatti fra gli studenti e gli insegnanti provenienti dalle diverse nazioni in un ambiente amichevole. Per dimostrare quest'ultimo obiettivo, sia gli studenti che gli insegnanti prestano giuramento sul comportamento in accordo con i principi del fair play.

## Svolgimento
La competizione è composta da una parte teorica e da una parte pratica. Le prove coprono un'ampia porzione della biologia: biologia cellulare, biologia molecolare, anatomia e fisiologia vegetale ed animale, etologia, genetica ed evoluzione, ecologia e biosistematica. I punteggi sono elaborati in modo tale da rendere la parte pratica e la parte teorica ugualmente incidenti sul risultato.
Le graduatorie sono stilate tenendo conto del punteggio personale di ogni partecipante. Queste sono basate sui risultati delle prove teoriche e pratiche facendo in modo che esse abbiano circa lo stesso valore in punteggio. Le medaglie d'oro sono assegnate al primo dieci per cento degli studenti, le medaglie d'argento al secondo venti per cento, le medaglie di bronzo al seguente trenta per cento. Gli studenti dopo il sessanta per cento sono definiti vincitori senza medaglia.
Nonostante il giuramento di fair play, uno studente è stato scoperto mentre barava ed è stato squalificato.
Ogni anno la coppa delle ibo viene spostata dal paese ospite a quello dell'anno successivo.

### Linguaggio
Il linguaggio ufficiale delle IBO è l'inglese. Per garantire uguali possibilità a tutti i partecipanti, le prove sono tradotte nella lingua voluta dal capogruppo e dagli osservatori il giorno prima dell'esame. Questo implica che essi conoscono i testi che verranno assegnati prima dei partecipanti. In ogni caso gli insegnanti e gli studenti alloggiano in diverse residenze, possono poi incontrarsi solo dopo lo svolgimento dei test.

## Obiettivo dei partecipanti
L'obiettivo di ogni partecipante varia molto: alcuni aspirano a vincere medaglie, altri preferiscono porre innanzi a tutto la socializzazione e l'esplorazione di diverse culture.

## Risultati dei partecipanti italiani
| Anno | Luogo                    | Studente             | Risultato          |
| ---- | ------------------------ | -------------------- | ------------------ |
| 2008 | Mumbai (India)           | Andrea Mariello      | -                  |
| 2008 | Mumbai (India)           | Francesco Faustino   | -                  |
| 2008 | Mumbai (India)           | Tommaso Nelli        | Medaglia di bronzo |
| 2008 | Mumbai (India)           | Gian Marco Messa     | Medaglia di bronzo |
| 2009 | Tsukuba (Giappone)       | Pier Luigi Susini    | Medaglia di bronzo |
| 2009 | Tsukuba (Giappone)       | Lorenzo Pallini      | Medaglia di bronzo |
| 2009 | Tsukuba (Giappone)       | Michele Candrina     | Medaglia di bronzo |
| 2009 | Tsukuba (Giappone)       | Gian Marco Messa     | Medaglia di bronzo |
| 2010 | Changwon (Corea del Sud) | Alessio Capobianco   | Medaglia di bronzo |
| 2010 | Changwon (Corea del Sud) | Cristofer Pezzetta   | Medaglia di bronzo |
| 2010 | Changwon (Corea del Sud) | Daniele Cervettini   | Medaglia di bronzo |
| 2010 | Changwon (Corea del Sud) | Luca Biavati         | Medaglia di bronzo |
| 2011 | Taipei (Taiwan)          | Daniele Cervettini   | Medaglia d'argento |
| 2011 | Taipei (Taiwan)          | Luca Biavati         | Medaglia d'argento |
| 2011 | Taipei (Taiwan)          | Martina Chiriacò     | Medaglia d'argento |
| 2011 | Taipei (Taiwan)          | Alessio Capobianco   | Medaglia di bronzo |
| 2012 | Singapore (Singapore)    | Alessandro Di Fabio  | Medaglia d'argento |
| 2012 | Singapore (Singapore)    | Giorgio Bianchini    | Medaglia d'argento |
| 2012 | Singapore (Singapore)    | Simone Potenti       | Medaglia di bronzo |
| 2012 | Singapore (Singapore)    | Aldo Gorga           | Medaglia di bronzo |
| 2013 | Berna (Svizzera)         | Chenfu Shi           | Medaglia di bronzo |
| 2013 | Berna (Svizzera)         | Francesca Corti      | Medaglia di bronzo |
| 2013 | Berna (Svizzera)         | Roberto Sartor       | Medaglia di bronzo |
| 2013 | Berna (Svizzera)         | Fabio Caceffo        | Medaglia di bronzo |
| 2014 | Bali (Indonesia)         | Michela Grandi       | Medaglia d'argento |
| 2014 | Bali (Indonesia)         | Giorgio Cocomello    | Medaglia di bronzo |
| 2014 | Bali (Indonesia)         | Riccardo Martina     | Medaglia di bronzo |
| 2014 | Bali (Indonesia)         | Caterina Baldassarre | -                  |
| 2015 | Aarhus (Danimarca)       | Pasquale Miglionico  | Medaglia d'argento |
| 2015 | Aarhus (Danimarca)       | Alessandro Passera   | Medaglia d'argento |
| 2015 | Aarhus (Danimarca)       | Francesca Corti      | Medaglia d'argento |
| 2015 | Aarhus (Danimarca)       | Sebastiano Pindilli  | Medaglia di bronzo |
| 2016 | Hanoi (Vietnam)          | Pasquale Miglionico  | Medaglia d'argento |
| 2016 | Hanoi (Vietnam)          | Guido Narduzzi       | Medaglia di bronzo |
| 2016 | Hanoi (Vietnam)          | Mauro Battipede      | Medaglia di bronzo |
| 2016 | Hanoi (Vietnam)          | Mariastella Cascone  | Medaglia di bronzo |
| 2017 | Coventry (Regno Unito)   | Mariastella Cascone  | Medaglia di bronzo |
| 2017 | Coventry (Regno Unito)   | Marco Adriano Magno  | Medaglia di bronzo |
| 2017 | Coventry (Regno Unito)   | Jacopo Del Deo       | Medaglia di bronzo |
| 2017 | Coventry (Regno Unito)   | Luca Fusar Bassini   | Merito             |
| 2018 | Teheran (Iran)           | Mattia Biavati       | Medaglia d'argento |
| 2018 | Teheran (Iran)           | Matilde Callegarin   | Medaglia di bronzo |
| 2018 | Teheran (Iran)           | Alessandro Rosa      | Medaglia di bronzo |
| 2018 | Teheran (Iran)           | Michele Russo        | -                  |
| 2019 | Seghedino (Ungheria)     | Alessandro Limonta   | Medaglia d'oro     |
| 2019 | Seghedino (Ungheria)     | Francesco Sitta      | Medaglia d'argento |
| 2019 | Seghedino (Ungheria)     | Marcello Fonda       | Medaglia di bronzo |
| 2019 | Seghedino (Ungheria)     | Jacopo Cardinale     | Medaglia di bronzo |
| 2022 | Erevan (Armenia)         | Leonardo Morotti     | Medaglia d'argento |
| 2022 | Erevan (Armenia)         | Pietro Canidio       | Medaglia d'argento |
| 2022 | Erevan (Armenia)         | Francesco Petrone    | Merito             |
| 2022 | Erevan (Armenia)         | Giovanni Sanna       | -                  |